# تارلتون
تارلتون (به انگلیسی: Tarleton) یک روستا و محله مدنی در بریتانیا است که در West Lancashire واقع شده‌است. تارلتون ۵٬۶۵۲ نفر جمعیت دارد.